# De balletklas
La classe de danse (De balletklas) is een schilderij van de Franse impressionistische kunstschilder Edgar Degas, geschilderd in 1873-1876, olieverf op doek, 85,5 × 75 centimeter groot. Het toont de ballerina's van het corps van de Opera van Parijs, wachtend op de beoordeling van hun leraar Jules Perrot. Graaf Isaac de Camondo, een bekend verzamelaar van impressionistische kunst, liet het schilderij in 1911 na aan het Louvre. Sinds 1986 bevindt het zich in het Musée d'Orsay te Parijs. Een variant van het schilderij is te zien in het Metropolitan Museum of Art in New York.

## Degas' balletwerken
Vanaf het begin van de jaren 1870 schilderde Degas een grote reeks voor die tijd revolutionair opgezette taferelen met het ballet en het theater als thema. Meestal beeldde hij de ballerina's af tijdens repetities of achter de coulissen, schier terloops, tijdens een onbewaakt ogenblik. Hij werd vooral geboeid door de menselijke gestalte en toonde daarbij zijn uitstekende tekenvaardigheid, onder invloed van Dominique Ingres. 'Een danseres', zo schreef hij eens, 'geeft me de mogelijkheid prachtige stoffen te schilderen en beweging weer te geven'. Voor vrijwel al zijn werken maakte hij talloze schetsen als voorstudies. De invloed van de impressionisten blijkt vooral uit de levendige penseelvoering en lichte, heldere kleuren. Meestal gebruikt hij een beperkt coloriet, met veel wit, dat hij afwisselt met zuivere kleuraccenten. Verder kunnen ook de Japanse prentkunst en de fotografie genoemd worden als belangrijke inspiratiebronnen, vooral ook in de compositie: hij werkte veel met afsnijdingen aan de zijkant, decentrale positionering van figuren en strakke vlakverdelingen. Voor zijn tijd waren zijn schilderijen sterk vernieuwend, maar tegelijkertijd behielden ze de technisch sterke lijnvoering iets klassieks, waarmee de bewondering van Degas voor de oude Hollandse meesters zichtbaar blijft.

## Ontstaan
La classe de danse is een van de meest ambitieuze werken van Degas en zijn eerste grote doek met ballerina's. Hij begon aan het schilderij in 1873, in opdracht van de operazanger Jean-Baptiste Faure, een van de weinige commissies die Degas in zijn leven aanvaardde. Hij worstelde echter enorm met de compositie en het werk vorderde aanvankelijk langzaam. Omdat Faure er echter op stond dat hij zijn schilderij op tijd zou krijgen, maakte Degas in 1874 binnen een relatief korte tijdspanne een variant van het werk, welke hij in november van dat jaar opleverde. Ondertussen had hij de eerste, nog niet echt voltooide versie al tentoongesteld tijdens de eerste grote impressionistententoonstelling in maart 1874. Uiteindelijk zou hij nog tot 1876 aan het schilderij blijven werken alvorens hij het als voltooid beschouwde.

## Afbeelding

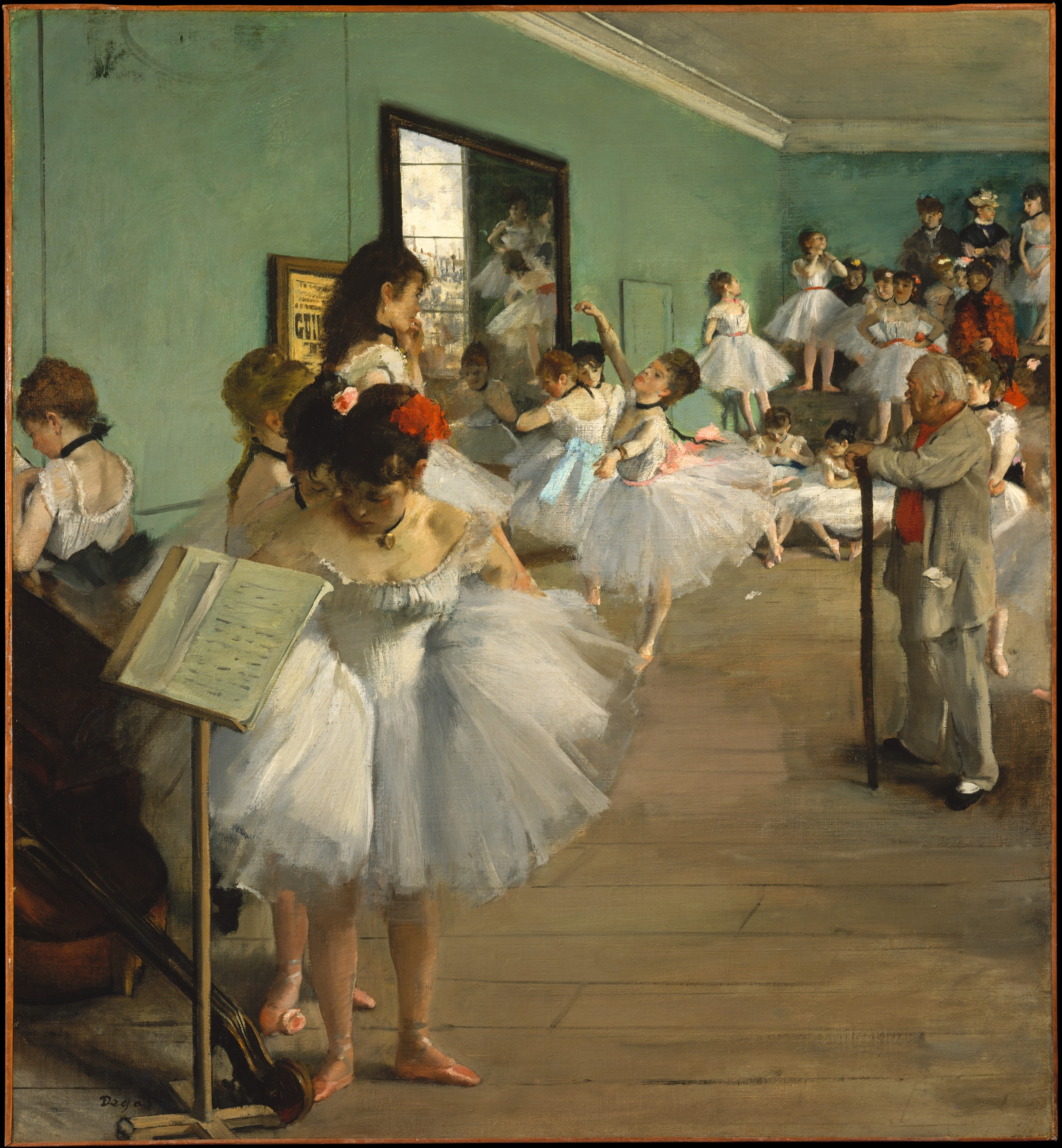
La classe de danse, 1874, olieverf op doek, 83,2 × 76,8. Metropolitan Museum of Art, New York

De balletklas toont de ballerina´s van het corps van de Opera van Parijs, wachtend op de beoordeling van hun leraar Jules Perrot. De zaal wordt verlicht door een groot, onzichtbaar raam, rechts. Duidelijk zichtbaar is dat de les ten einde loopt. De ballerina's zijn moe en schenken al lang niet meer de volle aandacht aan hun leraar. De danseressen krabben hun rug, rekken zich uit, frunniken aan een oorbel of schikken hun kleding. Het lijkt alsof ze zich niet bewust zijn van het spiedende oog van de schilder en heimelijk worden bespied. Ze worden stuk voor stuk weergegeven als individuen, minder abstract dan in veel van zijn andere werken, maar wel nadrukkelijk 'vanuit afstand'. De figuur van Perrot, die in die tijd al was gestopt met lesgeven, werd overigens pas in 1875 aan het schilderij toegevoegd, op basis van een eerdere schets die hij ook gebruikte voor de variant van het schilderij voor Faure. Opvallend zijn ook de diverse details in het werk, zoals het roze licht op de kuit van de danseres op de voorgrond, het hondje, de waterkan en de zorgvuldig uitgewerkte pilasters.

## Compositie
De balletklas is geschilderd vanuit een opvallend laag gezichtspunt, waaruit de invloed van de Japanse kunst blijkt. Van daaruit wordt de compositie in verschillende richtingen uitgewerkt. In het midden zijn de ogen gericht op Perrot, die overigens opvallend decentraal is gepositioneerd. De lege vloerruimte diagonaal rechts is kenmerkend voor veel van Degas' werken en contrasteert met de drukke gedetailleerdheid van de danseressen op de achtergrond. Er is een duidelijk verticale dominantie. Perrots rechte gestalte wordt weerspiegeld in de staande dansers en nog eens versterkt door de marmeren pilaar langs de wand. Een diepe diagonaal loopt van de twee danseressen op de voorgrond via de vloerplanken en de muur naar de danseressen achter in de hoek, min of meer als een spiegelbeeld van het meisje op de piano. Verspreid over het werk zijn rode details verdeeld. Opvallend zijn ook de afsnijdingen aan alle kanten van het werk. De algehele opzet maakt een asymmetrische indruk, maar in de combinatie van compositorische elementen is een grote zorgvuldigheid waarneembaar. Het toont een sterke drang tot vernieuwing, die in menig opzicht preludeerde op het latere modernisme.